# Mychajlo Schewtschuk
Mychajlo Wolodymyrowytsch Schewtschuk (ukrainisch Михайло Володимирович Шевчук; * 19. September 1994 in Charkiw) ist ein ukrainischer Eishockeytorwart, der seit 2021 beim HK Charkiw Berserks in der ukrainischen Eishockeyliga spielt.

## Karriere
Mychajlo Schewtschuk begann seine Karriere beim HK Lewy Lwiw, für den er in der Spielzeit 2012/13 in der ukrainischen Eishockeyliga debütierte. Anschließend wechselte er zum HK Donbass Donezk, der ihn in seinem Juniorenteam Molodaja Gwardija Donezk in der Molodjoschnaja Chokkeinaja Liga, einer russisch dominierten Nachwuchsliga, einsetzte. Auch die Folgesaison gewann er in der MHL, spielte aber nun für den Nachwuchs des HK Junost Minsk. Als der Spielbetrieb in der Ukraine wieder aufgenommen werden konnte, wechselte er Anfang 2015 zum HK Krementschuk, für den er bis  2017 auf dem Eis stand. Nachdem er zwei Jahre ausgesetzt hatte, schloss er sich 2019 Dinamo Charkiw an. Nachdem er 2020/21 für den HK Kramatorsk gespielt hatte, steht er seit 2021 beim HK Charkiw Berserks im Tor.

### International
Für die Ukraine nahm Schewtschuk im Juniorenbereich an den U20-Weltmeisterschaften der Division I in den Jahren 2013, als er mit der höchsten Fangquote und dem zweitgeringsten Gegentorrate – nach dem Kasachen Waleri Sewidow – zum besten Torhüter des Turniers und zum besten Spieler seiner Mannschaft gewählt wurde, und 2014 teil.
In die Herren-Nationalmannschaft wurde er erstmals im Februar 2016 mit 21 Jahren bei der Qualifikation für die Olympischen Winterspiele 2018 in Pyeongchang berufen. Obwohl er dort zu keinem Einsatz kam, wurde er auch für das Turnier der Gruppe B der Division I der Weltmeisterschaft 2016 nominiert und erreichte mit seinem Team den Wiederaufstieg in die Gruppe A der Division I. Er selbst durfte beim 7:1-Erfolg am 20. April 2016 gegen Estland die letzten 79 Sekunden anstelle von Stammtorwart Eduard Sachartschenko das Tor hüten und kam so zu seinem ersten Weltmeisterschaftseinsatz.

## Erfolge und Auszeichnungen
- 2013 Bester Torwart und höchste Fangquote bei der U20-Weltmeisterschaft der Division I, Gruppe B
- 2016 Aufstieg in die Division I, Gruppe A, bei der Weltmeisterschaft der Division I, Gruppe B